# Campeonato Asiático de Atletismo de 2019 - 1500 m feminino
A prova dos 1500 metros feminino do Campeonato Asiático de Atletismo de 2019 foi disputada no dia 24 de abril de 2019 no Estádio Internacional Khalifa em Doha, no Catar. 

## Recordes
Antes desta competição, os recordes mundiais e do campeonato nesta prova eram os seguintes:
|                       | Nome             | Nacionalidade | Tempo     | Local  | Data                   |
| --------------------- | ---------------- | ------------- | --------- | ------ | ---------------------- |
| Recorde mundial       | Genzebe Dibaba   | Etiópia       | 3m 50s 07 | Mónaco | 17 de julho de 2015    |
| Recorde do campeonato | Sinimole Paulose | Índia         | 4m 12s 69 | Amã    | 29 de julho de 2007    |
| Recorde asiático      | Qu Yunxia        | China         | 3m 50s 46 | Pequim | 11 de setembro de 1993 |

## Medalhistas
| Ouro               | Prata               | Bronze                    |
| P. U. Chitra (IND) | Tigist Gashaw (BHR) | Winfred Mutile Yavi (BHR) |

## Cronograma
Todos os horários são locais (UTC+3)
| Data        | Hora  | Evento |
| ----------- | ----- | ------ |
| 24 de abril | 18:06 | Final  |

## Resultado final
| Posição           | Atleta                          | Nacionalidade | Tempo   | Notas                |
| ----------------- | ------------------------------- | ------------- | ------- | -------------------- |
| Medalha de ouro   | P. U. Chitra                    | Índia         | 4:14.56 |                      |
| Medalha de prata  | Tigist Gashaw                   | Bahrein       | 4:14.81 |                      |
| Medalha de bronze | Winfred Mutile Yavi             | Bahrein       | 4:16.18 | Recorde da temporada |
| 4                 | Ran Urabe                       | Japão         | 4:17.90 |                      |
| 5                 | Nguyễn Thị Oánh                 | Vietname      | 4:19.64 | Recorde da temporada |
| 6                 | Zheng Xiaoqian                  | China         | 4:21.03 | Recorde da temporada |
| 7                 | Tatyana Neroznak                | Cazaquistão   | 4:21.48 | Recorde pessoal      |
| 8                 | Gulshan Satarova                | Quirguistão   | 4:22.31 | Recorde pessoal      |
| 9                 | Zhong Xiaoqian                  | China         | 4:22.61 | Recorde da temporada |
| 10                | Ayako Jinnouchi                 | Japão         | 4:24.17 |                      |
| 11                | Gayanthika Abeyratne            | Sri Lanka     | 4:24.42 |                      |
| 12                | Angela Freitas De Fatima Araujo | Timor-Leste   | 4:29.96 | Recorde nacional     |
| 13                | Khuất Phương Anh                | Vietname      | 4:30.89 | Recorde da temporada |
| 14                | Lili Das                        | Índia         | 4:32.41 |                      |
| 15                | Toktam Dastarbandan             | Irão          | 4:37.81 | Recorde pessoal      |
| 16                | Thet Phyu War                   | Myanmar       | 4:42.91 | Recorde da temporada |
| 17                | Goh Chui Ling                   | Singapura     | 4:48.22 |                      |
| 18                | Huriah Al-Ward                  | Iêmen         | 5:38.72 | Recorde da temporada |

Legenda
| Recorde mundial       | Recorde mundial (World record)               |                       | Recorde africano                      | Recorde africano (African) |                                           | Q | Classificado por posição (Qualified) |
| Recorde do campeonato | Recorde do campeonato (Championship record)  | Recorde da América    | Recorde da América (Americas)         | q                          | Classificado por melhor tempo (Qualified) |   |                                      |
| Melhor marca do ano   | Melhor marca do ano (World leading)          | Recorde asiático      | Recorde asiático (Asian)              | DNS                        | Não largou (Did not start)                |   |                                      |
| Recorde nacional      | Recorde nacional (National record)           | Recorde europeu       | Recorde europeu (European)            | DNF                        | Não terminou (Did not finish)             |   |                                      |
| Recorde pessoal       | Recorde pessoal do atleta (Personal best)    | Recorde da Oceania    | Recorde da Oceania (Oceania)          | DSQ / DQ                   | Desclassificado (Disqualified)            |   |                                      |
| Recorde da temporada  | Recorde da temporada do atleta (Season best) | Recorde sul-americano | Recorde sul-americano (South America) | NM                         | Sem marca (No mark)                       |   |                                      |